# Каварадзакі Шьодо
Каварадзакі Шьодо (яп. 河原崎奨堂, 1889 — 1973) — японський художник та ксилограф у стилі качьо-е («картини птахів та квітів»).
Народився у Кіото. Усі його роботи видавалися екслюзивно у компанії Унсодо. Переважна більшість їх з'явилася у 1950-х на хвилі попиту подібних принтів серед американських окупаційних військ.